# Campeonato Mundial de Atletismo em Pista Coberta de 2016

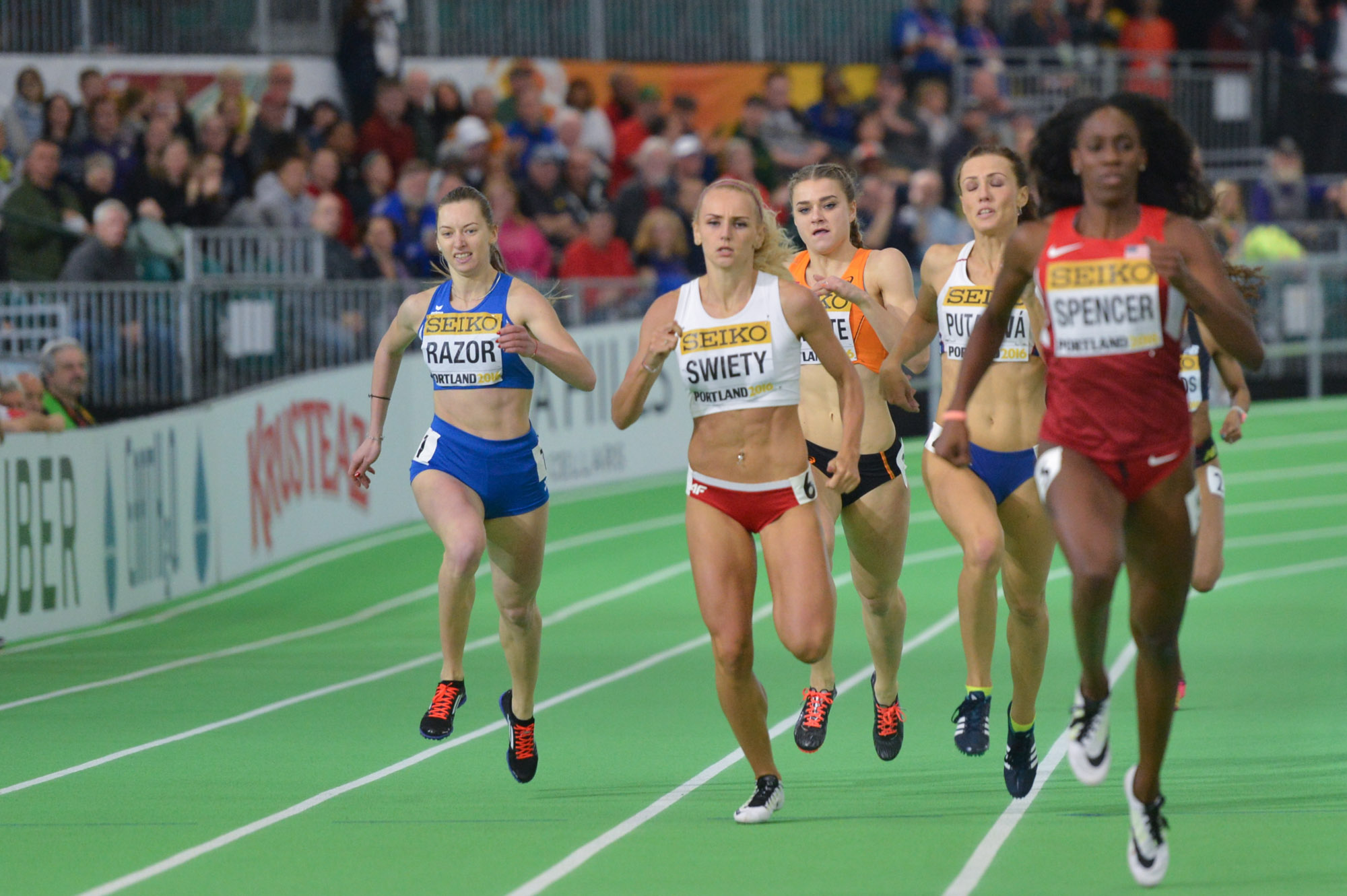
Imagem do evento

O Campeonato Mundial de Atletismo em Pista Coberta de 2016 foi a 17ª edição da competição que ocorreu entre 17 e 20 de março no Oregon Convention Center, em Portland nos Estados Unidos. No evento não esteve presente a delegação russa, devido a um inquérito sobre as práticas de doping generalizado e institucionais no atletismo russo. A IAAF suspendeu provisoriamente a adesão do país em novembro de 2015, excluindo tanto da realização do eventos quanto em participações em concurso. A exclusão da Rússia do torneio foi confirmada em novembro do mesmo ano quando foi anunciado pela IAAF que a decisão sobre a suspensão provisória  do atletismo russo não seria tomada até o final de março.

## Medalhistas

### Masculino
| Evento                      | Ouro                                                                                   | Ouro      | Prata                                                                    | Prata     | Bronze                                                                                   | Bronze    |
| 60 m detalhes               | USA Trayvon Bromell                                                                    | 6s47      | JAM Asafa Powell                                                         | 6s50      | BAR Ramon Gittens                                                                        | 6s51      |
| 400 m detalhes              | CZE Pavel Maslák                                                                       | 45s44     | QAT Abdelalelah Haroun                                                   | 45s59     | TRI Deon Lendore                                                                         | 46s17     |
| 800 m detalhes              | USA Boris Berian                                                                       | 1m45s83   | BDI Antoine Gakeme                                                       | 1m46s65   | USA Erik Sowinski                                                                        | 1m47s22   |
| 1500 m detalhes             | USA Matthew Centrowitz                                                                 | 3m44s22   | CZE Jakub Holuša                                                         | 3m44s30   | NZL Nick Willis                                                                          | 3m44s37   |
| 3000 m detalhes             | ETH Yomif Kejelcha                                                                     | 7m57s21   | USA Ryan Hill                                                            | 7m57s39   | KEN Augustine Kiprono Choge                                                              | 7m57s43   |
| 60 m com barreiras detalhes | JAM Omar McLeod                                                                        | 7s41      | FRA Pascal Martinot-Lagarde                                              | 7s46      | FRA Dimitri Bascou                                                                       | 7s48      |
| 4x400 m detalhes            | Estados Unidos · Kyle Clemons · Calvin Smith · Christopher Giesting · Vernon Norwood · | 3m02s45   | Bahamas · Michael Mathieu · Alonzo Russell · Shavez Hart · Chris Brown · | 3ms04s75  | Trinidad e Tobago · Jarrin Solomon · Lalonde Gordon · Ade Alleyne-Forte · Deon Lendore · | 3ms05s51  |
| Salto em distância detalhes | USA Marquis Dendy                                                                      | 8,26 m    | AUS Fabrice Lapierre                                                     | 8,25 m    | CHN Changzhou Huang                                                                      | 8,21 m    |
| Salto triplo detalhes       | CHN Dong Bin                                                                           | 17,33 m   | GER Max Hess                                                             | 17,14 m   | FRA Benjamin Compaoré                                                                    | 17,09 m   |
| Salto em altura detalhes    | ITA Gianmarco Tamberi                                                                  | 2,36 m    | GBR Robert Grabarz                                                       | 2,33 m    | USA Erik Kynard                                                                          | 2,33 m    |
| Salto com vara detalhes     | FRA Renaud Lavillenie                                                                  | 6,02 m    | USA Sam Kendricks                                                        | 5,80 m    | POL Piotr Lisek                                                                          | 5,75 m    |
| Arremesso de peso detalhes  | NZL Tomas Walsh                                                                        | 21,78 m   | ROU Andrei Gag                                                           | 20,89 m   | CRO Filip Mihaljević                                                                     | 20,87 m   |
| Heptatlo detalhes           | USA Ashton Eaton                                                                       | 6.470 pts | UKR Oleksiy Kasyanov                                                     | 6.182 pts | GER Mathias Brugger                                                                      | 6.126 pts |
| Mestres 800 m detalhes      | GBR David Roy Wilcox                                                                   | 2m15s90   | IRL Joe Gough                                                            | 2m16s01   | UKR Oleksandr Lysenko                                                                    | 2m17s38   |

### Feminino
| Evento                      | Ouro                                                                                  | Ouro      | Prata                                                                               | Prata      | Bronze                                                                          | Bronze    |
| 60 m detalhes               | USA Barbara Pierre                                                                    | 7s02      | NED Dafne Schippers                                                                 | 7s04       | JAM Elaine Thompson                                                             | 7s06      |
| 400 m detalhes              | BHR Kemi Adekoya                                                                      | 51s45     | USA Ashley Spencer                                                                  | 51s72      | USA Quanera Hayes                                                               | 51s76     |
| 800 m detalhes              | BDI Francine Niyonsaba                                                                | 2m00s01   | USA Ajee' Wilson                                                                    | 2m00s27    | KEN Margaret Wambui                                                             | 2m00s44   |
| 1500 m detalhes             | NED Sifan Hassan                                                                      | 4m04s96   | ETH Dawit Seyaum                                                                    | 4m05s30    | ETH Gudaf Tsegay                                                                | 4m05s71   |
| 3000 m detalhes             | ETH Genzebe Dibaba                                                                    | 8m47s43   | ETH Meseret Defar                                                                   | 8m54s26    | USA Shannon Rowbury                                                             | 8m55s55   |
| 60 m com barreiras detalhes | USA Nia Ali                                                                           | 7,80 m    | USA Brianna Rollins                                                                 | 7,82 m     | GBR Tiffany Porter                                                              | 7,90 m    |
| 4x400 m detalhes            | Estados Unidos · Natasha Hastings · Quanera Hayes · Courtney Okolo · Ashley Spencer · | 3m26s38   | Polónia · Ewelina Ptak · Małgorzata Hołub · Magdalena Gorzkowska · Justyna Święty · | 3ms31s15   | Roménia · Adelina Pastor · Elena Mirela Lavric · Andrea Miklós · Bianca Răzor · | 3ms31s51  |
| Salto em distância detalhes | USA Brittney Reese                                                                    | 17,22 m   | SRB Ivana Španović                                                                  | 7,07 m     | GBR Lorraine Ugen                                                               | 6,93 m    |
| Salto triplo detalhes       | VEN Yulimar Rojas                                                                     | 14,41 m   | GER Kristin Gierisch                                                                | 14,30 m    | GRE Paraskevi Papachristou                                                      | 14,15 m   |
| Salto em altura detalhes    | USA Vashti Cunningham                                                                 | 1,96 m    | ESP Ruth Beitia                                                                     | 1,96 m     | POL Kamila Lićwinko                                                             | 1,96 m    |
| Salto com vara detalhes     | USA Jenn Suhr                                                                         | 4,90 m    | USA Sandi Morris                                                                    | 4,85 m     | GRE Ekaterini Stefanidi                                                         | 4,80 m    |
| Arremesso de peso detalhes  | USA Michelle Carter                                                                   | 20,21 m   | HUN Anita Márton                                                                    | 19,33 m    | NZL Valerie Adams                                                               | 19,25 m   |
| Pentatlo detalhes           | CAN Brianne Theisen-Eaton                                                             | 4.881 pts | UKR Anastasiya Mokhnyuk                                                             | 4.847 ptos | UKR Alina Fyodorova                                                             | 4.770 pts |
| Mestres 800 m detalhes      | FRA Helene Marie Douay                                                                | 2m37s30   | USA Lesley Chaplin                                                                  | 2m37s57    | GBR Karen Brooks                                                                | 2m40s14   |

## Recordes

### Masculino
| Atleta                                | Nacionalidade               | Prova             | Performance    | Recorde               |
| ------------------------------------- | --------------------------- | ----------------- | -------------- | --------------------- |
| Renaud Lavillenie                     | França                      | Salto com vara    | 6.02 m         | Recorde do campeonato |
| Tomas Walsh                           | Nova Zelândia               | Arremesso de peso | 21.78          | Recorde da Oceania    |
| Darlan Romani                         | Brasil                      | Arremesso de peso | 18.50 m        | Recorde nacional      |
| Asafa Powell Ramon Gittens Shaun Gill | Jamaica · Barbados · Belize | 60 metres         | 6.44 6.51 6.99 | Recorde nacional      |
| Wais Ibrahim Khairandesh              | Afghanistan                 | 800 metres        | 1:57.36        | Recorde nacional      |

### Feminino
| Atleta                                               | Nacionalidade                                | Prova              | Performance         | Recorde               |
| ---------------------------------------------------- | -------------------------------------------- | ------------------ | ------------------- | --------------------- |
| Jenn Suhr                                            | Estados Unidos                               | Salto com vara     | 4.90 m              | Recorde do campeonato |
| Brianne Theisen-Eaton                                | Canadá                                       | Pentatlo           | 4881                | Recorde da América    |
| Oluwakemi Adekoya                                    | Bahrein                                      | 400 m              | 51.45               | Recorde asiático      |
| Ivana Španović Lorraine Ugen                         | Sérvia · Reino Unido                         | Salto em distância | 7.07 6.93           | Recorde nacional      |
| Anita Márton                                         | Hungria                                      | Arremesso de peso  | 19.33               | Recorde nacional      |
| Michelle-Lee Ahye Ángela Tenorio Kariman Abuljadayel | Trinidad e Tobago · Equador · Arábia Saudita | 60 m               | 7.09 7.21 9.48      | Recorde nacional      |
| Andrea Ivančević                                     | Croácia                                      | 60 m com barreiras | 7.91                | Recorde nacional      |
| Kabange Mupopo Djénébou Danté Christina Francisco    | Zâmbia · Mali · Guam                         | 400 m              | 52.68 55.76 1:00.08 | Recorde nacional      |
| Francine Niyonsaba                                   | Burundi                                      | 800 m              | 2.02.37             | Recorde nacional      |
| Beatha Nishimwe Tamara Armoush                       | Rwanda · Jordan                              | 1500 m             | 4:19.39 4:37.61     | Recorde nacional      |
| Lissa Labiche                                        | Seicheles                                    | Salto em altura    | 1.89                | Recorde nacional      |

## Quadro de medalhas
País sede destacado.
| Ordem | País              |    |    |    |    |
| 1     | Estados Unidos    | 13 | 6  | 4  | 23 |
| 2     | Etiópia           | 2  | 2  | 1  | 5  |
| 3     | França            | 1  | 1  | 2  | 4  |
| 4     | Jamaica           | 1  | 1  | 1  | 3  |
| 5     | Burundi           | 1  | 1  | 0  | 2  |
| 5     | Países Baixos     | 1  | 1  | 0  | 2  |
| 5     | Chéquia           | 1  | 1  | 0  | 2  |
| 8     | Nova Zelândia     | 1  | 0  | 2  | 3  |
| 9     | China             | 1  | 0  | 1  | 2  |
| 10    | Bahrein           | 1  | 0  | 0  | 1  |
| 10    | Canadá            | 1  | 0  | 0  | 1  |
| 10    | Itália            | 1  | 0  | 0  | 1  |
| 10    | Venezuela         | 1  | 0  | 0  | 1  |
| 14    | Alemanha          | 0  | 2  | 1  | 3  |
| 14    | Ucrânia           | 0  | 2  | 1  | 3  |
| 16    | Polónia           | 0  | 1  | 2  | 3  |
| 16    | Reino Unido       | 0  | 1  | 2  | 3  |
| 18    | Roménia           | 0  | 1  | 1  | 2  |
| 19    | Austrália         | 0  | 1  | 0  | 1  |
| 19    | Bahamas           | 0  | 1  | 0  | 1  |
| 19    | Catar             | 0  | 1  | 0  | 1  |
| 19    | Espanha           | 0  | 1  | 0  | 1  |
| 19    | Hungria           | 0  | 1  | 0  | 1  |
| 19    | Sérvia            | 0  | 1  | 0  | 1  |
| 25    | Grécia            | 0  | 0  | 2  | 2  |
| 25    | Quênia            | 0  | 0  | 2  | 2  |
| 25    | Trinidad e Tobago | 0  | 0  | 2  | 2  |
| 28    | Barbados          | 0  | 0  | 1  | 1  |
| 28    | Croácia           | 0  | 0  | 1  | 1  |
|       | TOTAL             | 26 | 26 | 26 | 78 |

Legenda
| Recorde mundial       | Recorde mundial (World record)               |                       | Recorde africano                      | Recorde africano (African) |                                           | Q | Classificado por posição (Qualified) |
| Recorde do campeonato | Recorde do campeonato (Championship record)  | Recorde da América    | Recorde da América (Americas)         | q                          | Classificado por melhor tempo (Qualified) |   |                                      |
| Melhor marca do ano   | Melhor marca do ano (World leading)          | Recorde asiático      | Recorde asiático (Asian)              | DNS                        | Não largou (Did not start)                |   |                                      |
| Recorde nacional      | Recorde nacional (National record)           | Recorde europeu       | Recorde europeu (European)            | DNF                        | Não terminou (Did not finish)             |   |                                      |
| Recorde pessoal       | Recorde pessoal do atleta (Personal best)    | Recorde da Oceania    | Recorde da Oceania (Oceania)          | DSQ / DQ                   | Desclassificado (Disqualified)            |   |                                      |
| Recorde da temporada  | Recorde da temporada do atleta (Season best) | Recorde sul-americano | Recorde sul-americano (South America) | NM                         | Sem marca (No mark)                       |   |                                      |